# José Speroni
Juan José Speroni Braga (La Plata, 1875 - 1951), fue un pintor argentino. Se especializó en obras sobre la cultura gauchesca y paisajes relacionados al campo, y también se destacó en las artes visuales, artes decorativas e intervencionistas. Speroni recorrió Argentina, sumándose a expediciones, para evaluar las costumbres, características y fisonomía de los pueblos originarios y de las distintas actividades campestres. Convivio con los pueblos originarios de la Patagonia por largo tiempo.

## Biografía

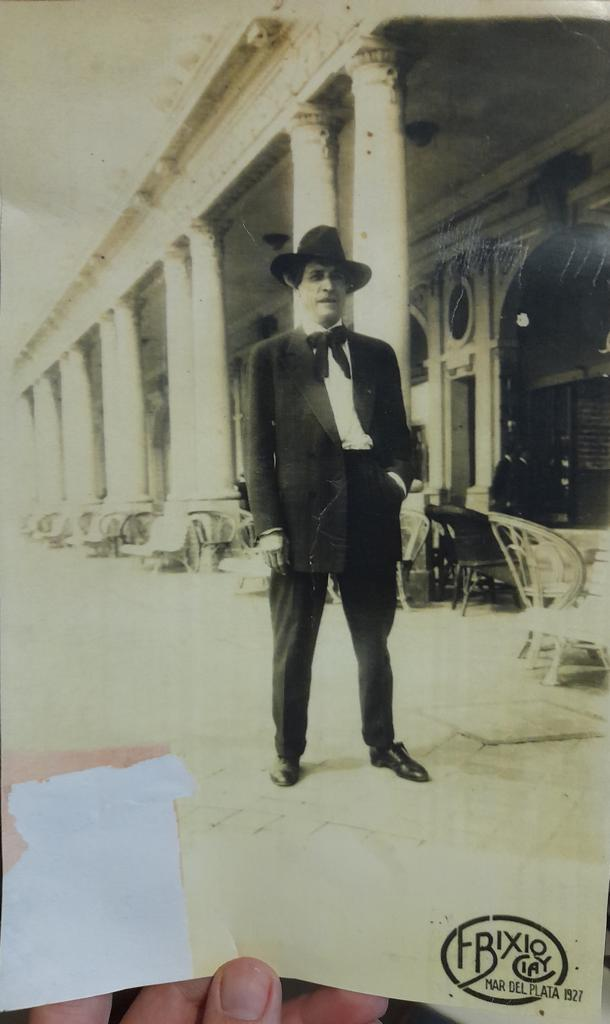
José Speroni en Mar del Plata, 1927

José Speroni (1875-1951) nació en Buenos Aires y residió allí hasta los ocho años, momento en que se trasladó con su familia a la recién fundada ciudad de La Plata. Hijo de Ángela M. Braga (argentina, nacida en 1834) y de Giuseppe Speroni (italiano, nacido en 1837), cursó sus estudios en la Escuela Argentina entre 1875 y 1951.
En 1898, el maestro andaluz Antonio Del Nido y Navas inauguró su academia, una institución que se erigió como una de las más destacadas de la ciudad. A sus aulas acudió José Speroni, quien se formó con los españoles Augusto Moretti y Manuel Mayol Rubio. Esta trayectoria académica le permitió a Speroni profundizar en el dibujo y la caricatura, habilidades que ulteriormente le facultaron para incorporarse a la redacción de la revista 'El Mosquito, publicación reconocida por su orientación hacia la sátira política.
En su etapa adulta, José Speroni contrajo matrimonio con la señora Julia Lombardi, con quien tuvo nueve hijos. Entre ellos, Eliseo Themis Speroni y Mario Speroni sobresalieron como destacados artistas plásticos. La vena artística de la familia perduró en las siguientes generaciones, manifestándose en su nieto Roberto Themis Speroni, reconocido escritor, y en su nieta Laura Beatriz Speroni, quien también se dedicó a las artes plásticas.
José Speroni emergió como una figura en el dibujo y la ilustración, dejando una impronta significativa en publicaciones de la época. Su pericia artística quedó palpable en la cubierta y las viñetas que adornaron la obra Cantos de rebelión, de Alejandro Sux (seudónimo de Alejandro Daudet) que fue publicada en Barcelona en 1909. Esta colaboración subraya la trascendencia de su trabajo en proyectos editoriales de corte ideológico. Fue un colaborador fundamental en el suplemento cultural del influyente diario anarquista La Protesta, bajo la dirección de Eduardo Gilimón. En este espacio, compartió créditos con otros talentos como Alma Roja, consolidando un equipo artístico comprometido. Las páginas de este suplemento se convirtieron en un lienzo para las diversas creaciones de José Speroni, caracterizadas por su profunda conexión con la realidad social. Sus ilustraciones representaban con frecuencia a hombres y mujeres proletarios, plasmando la cotidianidad y la lucha de la clase trabajadora. Asimismo, recurrió a alegorías de la justicia, la educación y la libertad, elementos conceptuales que, a través de su trazo, se transformaron en poderosos vehículos para la propagación de los ideales anarquistas.
En vísperas del Centenario de la Independencia, la ciudad de La Plata, se sumó con fervor a los festejos nacionales. En este contexto, los reconocidos artistas José Speroni y Pascual Boveri tuvieron a su cargo la monumental tarea de decorar la entonces Plaza Primera Junta, hoy emblemática Plaza San Martín. La magnitud de esta obra fue tal que, para simbolizar la emancipación nacional, se emplearon 150 metros de telas pintadas de grandes dimensiones, transformando el espacio público en una vibrante expresión de patriotismo y conmemoración histórica.
Años más tarde, en la Revista Ideas y figuras ("Revista Ideas y Figuras" fue una revista semanal de crítica y arte muy importante en Argentina, fundada y dirigida por el reconocido escritor y periodista Alberto Ghiraldo. Speroni ilustró la portada y el interior con ocho imágenes que acompañan un artículo titulado “El indio argentino, su condición actual y los deberes que impone”; allí retrata a nativos americanos en distintas posiciones y actitudes. 
En el año 1920 la Federación Universitaria La Plata, le ofreció la cátedra de Dibujo en el Colegio Nacional Rafael Hernández, donde Speroni ejerció la docencia durante más de dos décadas. Junto a destacados artistas, participó de la fundación de la Asociación Artística Platense, cuyo objetivo era la difusión de las Bellas Artes en la Provincia de Buenos Aires, especialmente en la ciudad de La Plata. (La Asociación Artística Platense fue una importante institución cultural fundada en 1925 en La Plata por iniciativa de Faustino Brughetti. Entre sus miembros se encontraba el pintor Francisco Vecchioli, quien integró la comisión de la Asociación y colaboró en sus exposiciones. La labor de la Asociación Artística Platense fue fundamental para impulsar la vida cultural de La Plata y darle un mayor protagonismo a las artes en la región).
José Speroni ha sido unánimemente reconocido por la crítica especializada como una figura fundacional de las artes plásticas en La Plata. Su trayectoria se distinguió por una constante experimentación y una profunda exploración en diversas disciplinas, consolidándolo como un notable artista multifacético. Speroni no solo fue un talentoso pintor e ilustrador, sino que su versatilidad lo llevó a incursionar con maestría en el ámbito docente, el muralismo, la escenografía, la restauración y la decoración. Esta amplia gama de habilidades da cuenta de su inagotable capacidad creativa. La prolífica obra de Speroni trascendió las fronteras locales, siendo expuesta en un sinnúmero de galerías, exposiciones individuales y colectivas, así como en prestigiosos museos y centros culturales, lo que subraya la relevancia y el impacto de su legado artístico.
A Juan José Speroni se lo menciona por haber sido uno de los pioneros de la plástica platense, y también se lo reconoce por sus obras pictóricas de estilo propio gauchesco, aunque también sorprendió en otros géneros. Además trabajó en las artes decorativas, donde se destacó. Se cree que perteneció a la Francmasonería platense José Speroni falleció en la misma ciudad donde nació, La Plata, en el año 1951.

## Artes decorativas

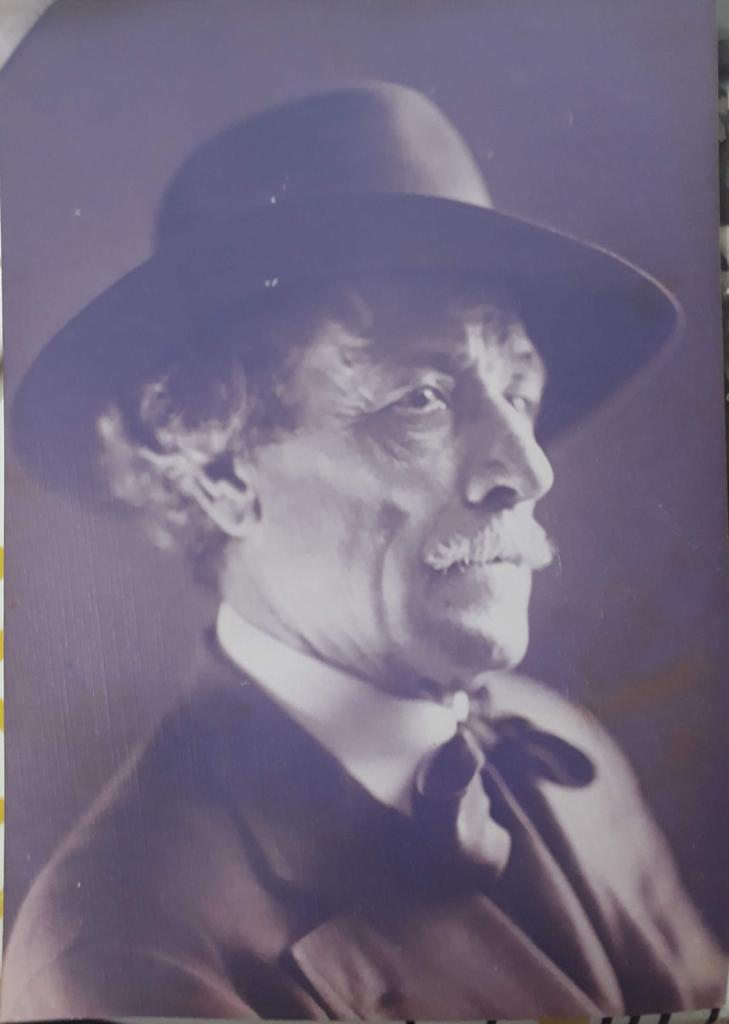

Algunas de sus obras se pueden admirar en varios edificios públicos y privados de la ciudad de La Plata y alrededores; otras lamentablemente se han destruido. Un ejemplo de ello es El Teatro Argentino de La Plata, el cual fue fundado el 19 de noviembre de 1880 momento en el que se cumplía el VIII aniversario de la ciudad, que junto con Atilio Boveri fue responsable de la decoración de la cúpula y vestíbulo como también la realización de varias escenografías de aquel momento. Lamentablemente 17 de octubre de 1977, el edificio sufrió un incendio que terminó por destruirlo todo aunque fue rápidamente reemplazado por un gran complejo artístico-cultural.
Intervino en los murales internos del Museo de La Plata, los cuales fueron pintados por reconocidos artistas plásticos de la época y que se inauguraron conjuntamente el 19 de noviembre de 1889; su obra "La Caza del Guanaco" se ubica en el hall central de entrada al mismo. Posteriormente esta misma obra será por plasmada por Don Carlos Antonio Moncaut en la tapa de su libro Ranchos y su comarca -desde su prehistoria hasta 1851 en referencia a Fuerte de Ranchos, y publicado por la Municipalidad de Gral. Paz en el Salón Dorado de la Casa de Gobierno de la Provincia de Buenos Aires; también colaboró en la decoración realizada por el artista Augusto Ballerini.
En 1918, debido al impulso que ejerciera el entonces Gobernador de la Provincia de Buenos Aires, José Camilo Crotto, se le encarga a Orestes Santospago la construcción del edificio del Palacio de Justicia de Dolores, donde la decoración pictórica de los ambientes más destacados como el Despachos de los Jueces, la Sala de Audiencias y la Sala de Juicios Orales es realizada por José Speroni y Nicanor Vázquez.
En el año 1969, el Gobierno de la Provincia de Buenos Aires compra un inmueble denominado Quinta Oreste Santospago donde actualmente funciona el Instituto Superior de Formación y Capacitación del Personal Penitenciario N° 6001 ex Escuela de Cadetes, es allí donde se puede observar una obra realizada por éste artista en el año 1927, ubicado en las paredes del hall de entrada a las dependencias administrativa del Instituto.
En el Ex-Colegio Comercial San Martín, actual Media 31, su obra estuvo lamentablemente cubierta hasta el año 1997, a partir del cual se comienza a trabajar para su restauración.

## Artes visuales
Podemos encontrar gran cantidad de obras en las colecciones privadas y en el patrimonio público. Ejemplos de ello son las obras que pertenecen a la Pinacoteca del Museo Municipal Dámaso Arce y las obras pictóricas del Museo de Bellas Artes bonaerense.

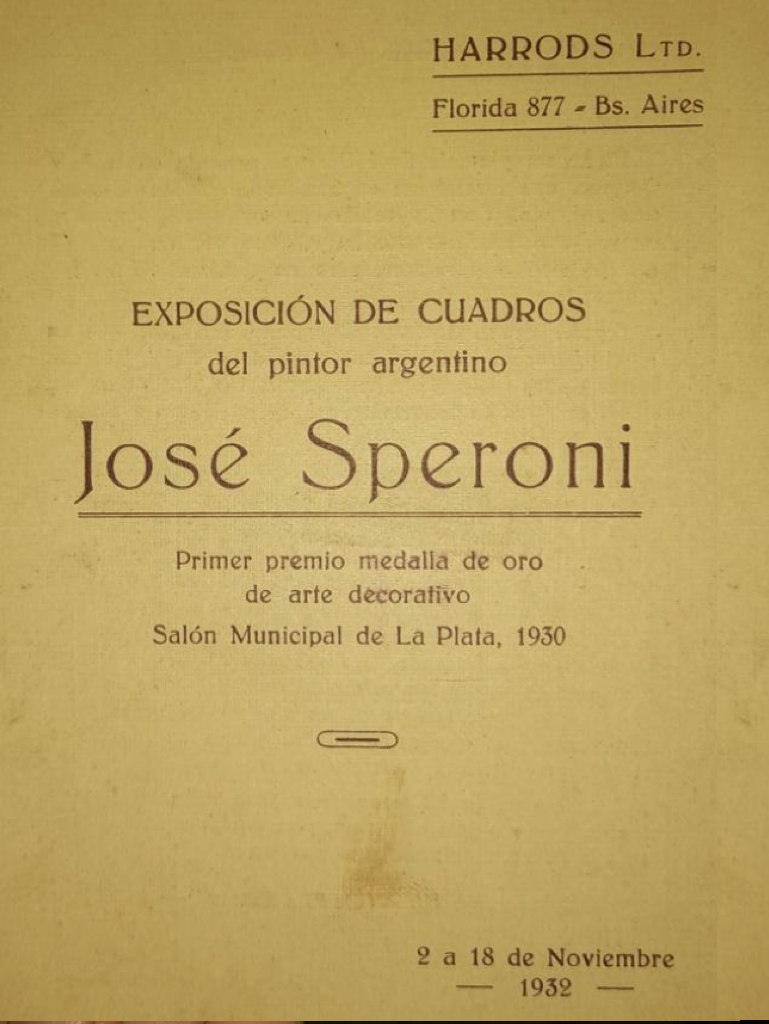

| Descripción | “El Sueño”. Óleo sobre tela. Siglo XIX. Firmado J. Speroni, abajo a la derecha. Mide: 100 x 150 cm. |

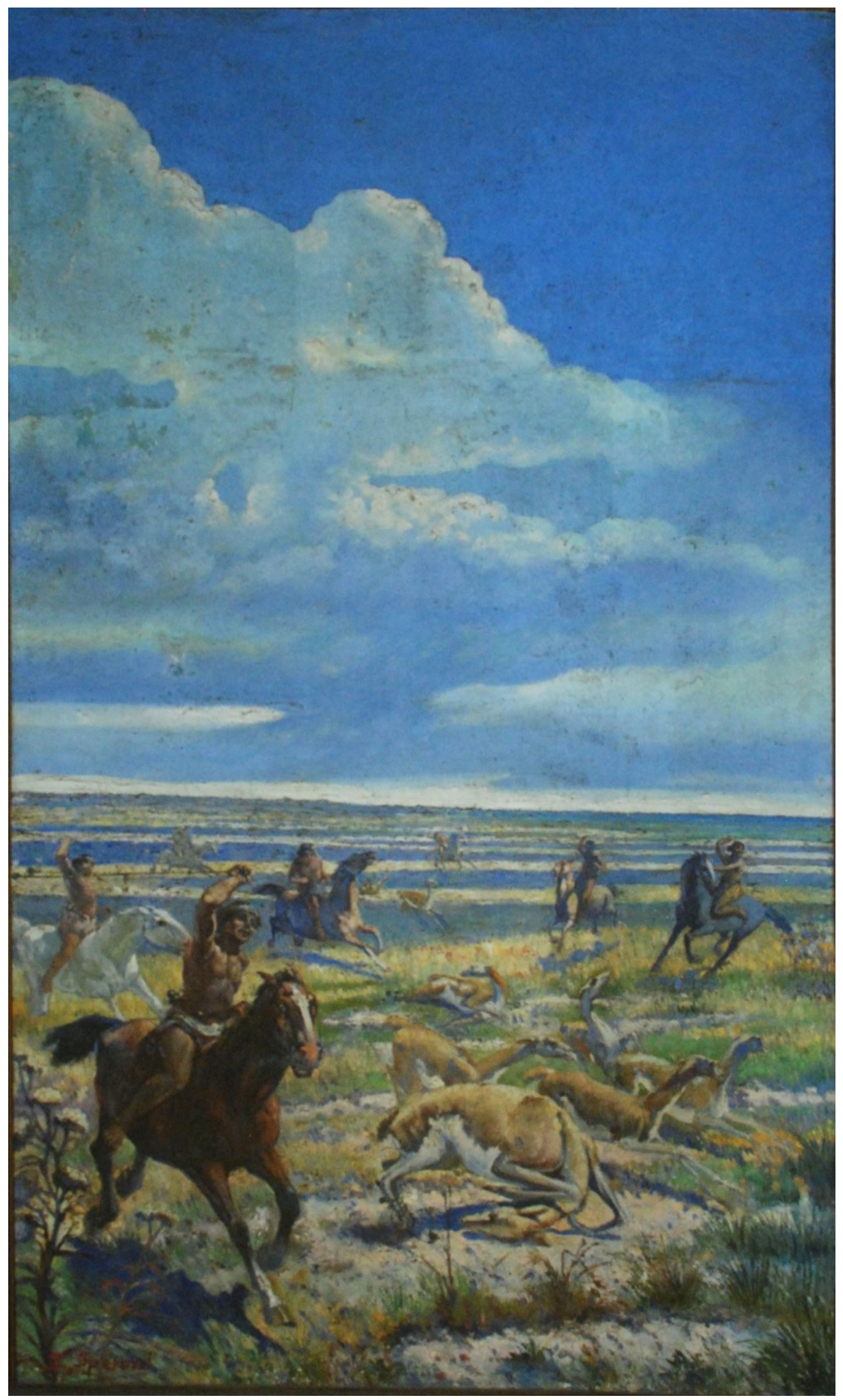
La caza del guanaco

La Caza del Guanaco 1910, es un mural de gran tamaño (1,91 por 3,32 metros) ubicados en la rotonda de la planta principal del Museo de La Plata, entre las aberturas que conducen a las distintas salas. La obra está firmada por el artista. (Fotografía de Bruno Pianzola, Laboratorio de Fotografía del Museo de La Plata, Facultad de Ciencias Naturales, Universidad Nacional de La Plata).

## Homenajes
En la Capital de La Provincia de Buenos Aires, es recordado con una calle que lleva su nombre Calle 77: JOSÉ SPERONI El día 15 de noviembre de 1961, mediante la Ordenanza n° 2839 de 1961 se designa con el nombre de "JOSÉ SPERONI", a la calle 77 de la ciudad de La Plata, disponiéndose la colocación de una placa de bronce con leyenda alusiva y transcripción del número y fecha de esta Ordenanza en la referida calle, a la altura de su intersección con la avenida 7, que a la fecha, no se encuentra colocada.